# زبرقان (اسم)
زبرقان هو اسم علم مذكر من أصل عربي، ومعناه هو ليلة خمس عشر قمري القمر، ويقال ليلة الزبرقان أي ليلة البدر، وقيل سمي الزبرقان بن بدر لأن اسم أبيه بدر، وقيل سمي بالزبرقان لصفرة عمامته واسمه الأصلي حصين وهو من سادات العرب زمن عمر بن الخطاب.

## وصلات خارجية
- موسوعة السلطان قابوس لأسماء العرب نسخة محفوظة 5 أبريل 2019 على موقع واي باك مشين.